# Bugz
Bugz, pseudonimo di Karnail Paul Pitts (Detroit, 5 gennaio 1978 – Detroit, 21 maggio 1999), è stato un rapper statunitense.
Membro originale del gruppo D-12, fu ucciso il 21 maggio 1999 a colpi di pistola nella Belle Isle Park a Detroit, a soli 21 anni di età. Venne sostituito da Swift nel 1998. Prima di morire pubblicò l'unico album solista, These Streets EP.

## Solista
- (1999) These Streets EP

## Con i D-12
- (1998) The Underground EP

## Apparizioni
- D-12 - Act A Fool
- D-12 - Fuck Battlin', 6 Reasons
- Geno and Bugz - Listen and Lounge

## Mixtapes
- The One Man Mob (con DJ Butter)

## Altre Canzoni
- Scurvy Street Niggas
- Bugz '97 - (da D12 World)